# (Marie’s the Name) His Latest Flame
«(Marie’s the Name) His Latest Flame» — песня, которую Элвис Пресли записал и выпустил как сингл в 1961 году. Авторы песни — Док Помус и Морт Шуман.
Первым исполнителем, записавшим её и выпустившим, был Дел Шеннон. Он включил её в альбом Runaway With Del Shannon, увидевший свет в июне 1961 года.
Пресли издал свою версию как сингл в августе 1961 года. На другой стороне была песня «Little Sister». (В США песня «Little Sister» была на стороне Б, в некоторых других странах стороны были поменяны местами.) В США песня поднялсась на 4-е место в суммарном чарте синглов в различных жанрах поп-музыки журнала «Billboard» (Hot 100) и на 2-е место в чарте Easy Listening (теперь Hot Adult Contemporary Tracks). В Великобритании сингл в национальном хит-параде проходил как двойной «Little Sister / (Marie’s the Name) His Latest Flame» (с обеими сторонами А) и был 4 недели в 1-м месте (в сингловом чарте UK Singles Chart).
В 2015 году журналист мемфисской ежедневной газеты The Commercial Appeal Крис Херрингтон в своём списке 50 лучших песен Элвиса Пресли поставил песню «(Marie’s the Name) His Latest Flame» на 29-е место.
В 2016 году британская газета The Daily Telegraph включила песню «(Marie’s the Name) His Latest Flame» в свой список 20-ти основных песен Элвиса Пресли (англ. Elvis Presley: 20 essential songs).